# Asota perimele
Asota perimele är en fjärilsart som beskrevs av Gustav Weymer 1885. Asota perimele ingår i släktet Asota och familjen nattflyn. Inga underarter finns listade i Catalogue of Life.